# Могильщик Гейси
«Могильщик Гейси» (англ. Gacy) — фильм-биография Клива Саундерса, рассказывающий о жизни одного из самых знаменитых серийных убийц США — Джона Гейси. Фильм был снят в 2003 году в категории direct-to-video.

## Сюжет
Джон Гейси выглядел, как образцовый добропорядочный гражданин. Он подрабатывал клоуном в местной больнице, однако помимо этого хранил страшную тайну — он убивал своих любовников, раскладывая тела жертв в своём подвале в непристойных позах. Конец его убийствам положил тот факт, что соседи не могли выносить странного запаха, шедшего из его подвала и обратились в полицию, которая обнаружила в подвале дома Гейси тела убитых им молодых людей.

## В ролях
- Марк Холтон — Джон Гейси-Младший
- Адам Болдуин — Джон Гейси-Старший
- Чарли Уэбер — Том Ковак
- Эллисон Лэнг — Гретхен
- Эдит Джефферсон — Мать Гейси
- Джолин Латз — Карен Гейси
- Кеннет Шварц — Дэйв
- Мэтт Фарнсворт — Стю
- Джо Сикора — Роджер
- Джереми Леллайот — Малыш Стиви
- Орен Скуг — Джимми
- Джо Рончетти — Питер
- Эдди Адамс — Дуэйн
- Доран Рэй — Тони
- Ларри Хэнкайн — Эдди Блум
- Гленн Моршауэр — Тэд Бойл
- Джессика Шатц — Джули Бойл
- Уэйт Денни — Стив

## Отзывы критиков
В целом критики отнеслись к фильму довольно холодно. На сайте Rotten Tomatoes рейтинг фильма составил всего 17%.